# Operació Hump
L'Operació Hump va ser una operació de recerca i destrucció durant la Guerra del Vietnam que va començar el 8 de novembre de 1965 a càrrec de la 173a Brigada Aerotransportada dels Estats Units d'Amèrica, en una zona al voltant de 282 km al nord de Biên Hòa. El 1er Batalló del Regiment Reial Australià, desplegat al sud del Riu Dong Nai, i el 1er Batalló del 503è d'Infanteria van dur a terme un assalt amb helicòpters a una zona d'aterratge al nord-oest dels rius Dong Nai i Song Be. L'objectiu era expulsar els combatents del Viet-cong (Việt Cộng) que havien pres posicions en diversos turons clau. El dia abans, 7 de novembre, s'havia establert algun contacte amb els combatents del Viet-cong, quan les Companyies B i C s'havien establert en posicions defensives nocturnes al sud-est del Turó 65, un turó al mig d'una espessa selva.

## Batalla
Al voltant de les 6:00 del matí del 8 de novembre, la Companyia C va iniciar un moviment nord-oest cap al Turó 65, mentre que la Companyia B es va traslladar al nord-est cap al Turó 78. Poc abans de les 8:00 la Companyia C va ser atacada per una gran força enemiga, ben parapetada a la cara sud del Turó 65 i armats amb metralladores i escopetes. A les 8:45, la Companyia B es va dirigir cap al Turó 65 amb la intenció d'alleujar la pressió sobre la Companyia C, sovint basant-se en fixar baionetes per repel·lir els intents d'atac de petites columnes de combatents del Viet-cong.
La Companyia B va arribar el peu del Turó 65 sobre les 9:30 i es va dirigir cap a la part alta del turó. Es va fer obvi que l'enemic comptava amb una gran força en aquella part del turó. La Companyia C estava patint moltes baixes, i casualment la Companyia B va començar a atacar en el flanc adequat de l'enemic.
Sota pressió de la Companyia B, la força enemiga —al voltant d'un regiment del Viet-cong— va moure la seva posició cap al nord-oest. A continuació el comandant de la Companyia B va demanar reforços aeris i foc d'artilleria incendiària per fer retrocedir les tropes del Viet-cong. L'atac aeri va cremar el bosc i va cremar molts soldats del Viet-cong, explotant alhora les municions i les granades de mà que portaven. La Companyia B es va aturar en el lloc on era en un esforç per localitzar la Companyia C i juntament amb ells consolidar la posició. Junts van aconseguir establir una línia defensiva sòlida, que anava del sud-est al nord-oest del turó, però amb poca cobertura pel costat sud.
Mentrestant, el comandant de Viet-cong es va adonar que la seva millor oportunitat era romandre a prop de les forces nord-americanes, per impedir l'ús del foc aeri i de l'artilleria del 173è. Les tropes de Viet-cong van intentar atacar el flanc de la posició de les tropes estatunidenques pujant al cim des de l'est i el sud-oest, col·locant les seves tropes més a prop del seu enemic. El resultat va ser un atac cos a cos a la vora del vessant, aïllant parts de les Companyies B i C. Les tropes dels EUA es van mantenir fermes contra els dos atacs. Malgrat que els combats van continuar després del segon atac massiu, la lluita va reduir la seva intensitat a mesura que les tropes de Viet-cong van tornar a intentar retirar-se de la batalla, dispersant-se en la selva per desfer-se del franctiradors perseguidors. A la tarda semblava que el contacte s'havia trencat, permetent a les dues companyies preparar una posició defensiva nocturna i recollir els seus morts i ferits per dur-los al centre de la posició. Encara que alguns dels ferits més greus van poder ser evacuats pels helicòpters de la USAF, l'espessor de la selva va impedir que la majoria fos evacuada fins al matí del 9 de novembre.

## Conseqüències
La batalla va acabar amb pèrdues molt elevades en ambdós costats —49 paracaigudistes morts, molts de ferits, i aproximadament 403 soldats del Viet-cong morts, segons una estimació de les tropes dels EUA.
L'Operació Hump és recordada per una cançó del duo de country Big & Rich anomenada "El 8 de novembre". La introducció, llegida per Kris Kristofferson, diu:
| « | El 8 de novembre de 1965, la 173a Brigada Aerotransportada vas iniciar l'Operació Hump en la zona de guerra "D" del Vietnam, patint una emboscada per part de més de 1200 soldats del Viet-cong. Quaranta-nou soldats nord-americans van perdre la vida aquell dia. Severament ferit i arriscant la seva vida, el metge Lawrence Joel va ser el primer negre viu des de la guerra entre Espanya i els EUA en rebre la Medalla d'Honor dels Estats Units per salvar moltes vides enmig de aquella batalla. El nostre amic Niles Harris va ser un dels ferits que va sobreviure. Aquesta cançó és la seva història. Atrapats en l'acció de matar o ser morts, no pot existir un amor més gran que el de donar la vida pel seu germà. | » |